# Liste der Olympiasieger im Hockey/Medaillengewinnerinnen
Diese Liste ist Teil der Liste der Olympiasieger im Hockey. Sie listet alle Sieger, zweit- und drittplatzierten Mannschaften mit dem vollständigen Kader der bisherigen olympischen Hockeyturniere der Frauen auf.

## Wettbewerbe
| Olympia | Gold | Silber | Bronze |
| ------- | --- | --- | --- |
| 1980    | SimbabweSarah English Ann Grant Brenda Phillips Patricia McKillop Sonia Robertson Patricia Joan Davies Maureen George Linda Watson Susan Huggett Gillian Margaret Cowley Elizabeth Chase Alexandra Chick Helen Volk Christine Prinsloo Arlene Boxhall Anthea Stewart                           | TschechoslowakeiLenka Vymazalová Marta Urbanová Marie Sýkorová Iveta Šranková Viera Podhányiová Květa Petříčková Jana Lahodová Alena Kyselicová Jiřina Křížová Jarmila Králíčková Jiřina Kadlecová Ida Hubáčková Berta Hrubá Jiřina Hájková Jiřina Čermáková Milada Blažková                                                         | SowjetunionGalina Inschuwatowa Ludmila Frolowa Nelli Gorbatkowa Walentina Sasdrawnych Nadeschda Owetschkina Natella Krasnikowa Natalja Bykowa Lidija Glubokowa Galina Wjuschanina Natalja Busunowa Leila Achmerowa Nadeschda Filippowa Jelena Gurjewa Tatjana Jembachtowa Tatjana Schwyganowa Alina Cham |
| 1984    | NiederlandeDet de Beus Carina Benninga Fieke Boekhorst Marieke van Doorn Marjolein Eijsvogel Irene Hendriks Elsemieke Hillen Aletta van Manen Anneloes Nieuwenhuizen Martine Ohr Sandra Le Poole Alette Pos Lisette Sevens Sophie von Weiler Laurien Willemse Margriet Zegers                  | BR DeutschlandGaby Appel Dagmar Breiken Beate Deininger Elke Drüll Birgit Hagen Birgit Hahn Martina Koch Sigrid Landgraf Andrea Lietz-Weiermann Corinna Lingnau Christina Moser Patricia Ott Hella Roth Susi Schmid Gaby Schley Ursula Thielemann                                                                                    | Vereinigte StaatenBeth Anders Beth Beglin Regina Buggy Gwen Cheeseman Sheryl Johnson Christine Larson-Mason Kathleen McGahey Anita Miller Leslie Milne Charlene Morett Diane Moyer Marcella Place Karen Shelton Julie Staver Brenda Stauffer Judy Strong                                                 |
| 1988    | AustralienTracey Belbin Deborah Bowman Sharon Buchanan Lee Capes Michelle Capes Sally Carbon Elspeth Clement Loretta Dorman Maree Fish Rechelle Hawkes Lorraine Hillas Kathleen Partridge Jackie Pereira Sandra Pisani Kim Small Liane Tooth                                                   | SüdkoreaSuh Kwang-mi Lim Kye-sook Park Soon-ja Suh Hyo-sun Kim Mi-sun Kim Soon-duk Kim Young-sook Han Ok-kyung Hwang Keum-sook Jin Won-sim Chun Eun-kyung Chung Sang-hyun Han Keum-sil Chang Eun-jung Choi Choon-ok Cho Ki-hyang | NiederlandeWillemien Aardenburg Carina Benninga Yvonne Buter Det de Beus Marjolein Bolhuis Annemieke Fokke Noor Holsboer Lisanne Lejeune Anneloes Nieuwenhuizen Martine Ohr Marieke van Doorn Helen van der Ben Aletta van Manen Sophie von Weiler Laurien Willemse Ingrid Wolff                         |
| 1992    | SpanienCarmen Barea Sonia Barrio Anna Maiques Mercedes Coghen Masa Rodríguez Elisabeth Maragall Nagore Gabellanes Mariví González Virginia Ramírez Silvia Manrique Núria Olivé Teresa Motos Natalia Dorado Maider Tellería Celia Corres Maribel Martínez                                       | DeutschlandBritta Becker Tanja Dickenscheid Nadine Ernsting-Krienke Christine Ferneck Eva Hagenbäumer Franziska Hentschel Caren Jungjohann Katrin Kauschke Heike Lätzsch Anke Wild Irina Kuhnt Bianca Weiß Simone Thomaschinski Susanne Müller Kristina Peters Susanne Wollschläger                                                  | GroßbritannienGillian Atkins Lisa Bayliss Karen Brown Jackie McWilliams Victoria Dixon Susan Fraser Wendy Fraser Kathryn Johnson Sandra Lister Helen Morgan Mary Nevill Mandy Nicolls Tammy Miller Alison Ramsay Jane Sixsmith Joanne Thompson                                                           |
| 1996    | AustralienMichelle Andrews Alyson Annan Louise Dobson Renita Farrell Juliet Haslam Rechelle Hawkes Clover Maitland Karen Marsden Jenny Morris Nova Peris Jackie Pereira Katrina Powell Lisa Powell Danni Roche Kate Starre Liane Tooth                                                         | SüdkoreaChang Eun-jung Cho Eun-jung Choi Eun-kyung Choi Mi-soon Jeon Young-sun Jin Deok-san Kim Myung-ok Kwon Soo-hyun Kwon Chang-sook Lee Eun-kyung Lee Eun-young Lee Ji-young Lim Jeong-sook Oh Seung-shin Woo Hyun-jung You Jae-sook                                                                                              | NiederlandeSuzanne Plesman Dillianne van den Boogaard Florentine Steenberghe Willemijn Duyster Mijntje Donners Fleur van de Kieft Nicole Koolen Jeannette Lewin Wietske de Ruiter Ellen Kuipers Margje Teeuwen Carole Thate Jacqueline Toxopeus Stella de Heij Noor Holsboer Suzan van der Wielen        |
| 2000    | AustralienAlyson Annan Juliet Haslam Alison Peek Claire Mitchell-Taverner Kate Starre Kate Allen Lisa Carruthers Rechelle Hawkes Clover Maitland Rachel Imison Angie Skirving Julie Towers Renita Garard Jenny Morris Katrina Powell Nikki Hudson                                              | ArgentinienMariela Antoniska Agustina García Magdalena Aicega María Paz Ferrari Anabel Gambero Ayelén Stepnik Inés Arrondo Luciana Aymar Vanina Oneto Jorgelina Rimoldi Karina Masotta Paola Vukojicic Laura Maiztegui Mercedes Margalot María de la Paz Hernández Cecilia Rognoni                                                   | NiederlandeClarinda Sinnige Macha van der Vaart Julie Deiters Fatima Moreira de Melo Hanneke Smabers Dillianne van den Boogaard Margje Teeuwen Mijntje Donners Ageeth Boomgaardt Myrna Veenstra Minke Smabers Carole Thate Fleur van de Kieft Minke Booij Daphne Touw Suzan van der Wielen               |
| 2004    | DeutschlandTina Bachmann Caroline Casaretto Nadine Ernsting-Krienke Franziska Gude Mandy Haase Natascha Keller Denise Klecker Anke Kühn Badri Latif Heike Lätzsch Sonja Lehmann Silke Müller Fanny Rinne Marion Rodewald Louisa Walter Julia Zwehl                                             | NiederlandeClarinda Sinnige Lisanne de Roever Macha van der Vaart Fatima Moreira de Melo Jiske Snoeks Maartje Scheepstra Miek van Geenhuizen Sylvia Karres Mijntje Donners Ageeth Boomgaardt Minke Smabers Minke Booij Janneke Schopman Chantal de Bruijn Eefke Mulder Lieve van Kessel                                              | ArgentinienMagdalena Aicega Mariela Antoniska Inés Arrondo Luciana Aymar Claudia Burkart Agustina García Mariana González Alejandra Gulla María de la Paz Hernández Mercedes Margalot Vanina Oneto Ceci Rognoni Mariné Russo Ayelén Stepnik Paola Vukojicic Marina Di Giácomo                            |
| 2008    | NiederlandeMarilyn Agliotti Minke Booij Wieke Dijkstra Floortje Engels Miek van Geenhuizen Maartje Goderie Eva de Goede Ellen Hoog Kelly Jonker Fatima Moreira de Melo Eefke Mulder Maartje Paumen Sophie Polkamp Lisanne de Roever Janneke Schopman Minke Smabers Naomi van As Lidewij Welten | ChinaChen Qiuqi Chen Zhaoxia Cheng Hui Fu Baorong Gao Lihua Huang Junxia Li Aili Li Hongxia Li Shuang Ma Yibo Pan Fengzhen Ren Ye Song Qingling Sun Zhen Tang Chunling Zhang Yimeng Zhao Yudiao Zhou Wanfeng | ArgentinienMagdalena Aicega Luciana Aymar Noel Barrionuevo Claudia Burkart Agustina García Alejandra Gulla María de la Paz Hernández Giselle Kañevsky Rosario Luchetti Mercedes Margalot Mariana González Carla Rebecchi Mariana Rossi Mariné Russo Belén Succi Paola Vukojicic                          |
| 2012    | NiederlandeKitty van Male Carlien Dirkse van den Heuvel Kelly Jonker Maartje Goderie Lidewij Welten Maartje Paumen Naomi van As Ellen Hoog Sophie Polkamp Joyce Sombroek Kim Lammers Eva de Goede Marilyn Agliotti Merel de Blaey Margot van Geffen Caia van Maasakker                         | ArgentinienLaura del Colle Rosario Luchetti Macarena Rodríguez Luciana Aymar Carla Rebecchi Delfina Merino Martina Cavallero Florencia Habif Rocío Sánchez Daniela Sruoga Sofia Maccari Mariela Scarone Silvina D’Elía Noel Barrionuevo Josefina Sruoga Florencia Mutio                                                              | GroßbritannienBeth Storry Emily Maguire Laura Unsworth Crista Cullen Hannah Macleod Anne Panter Helen Richardson Kate Walsh Chloe Rogers Laura Bartlett Alex Danson Georgie Twigg Ashleigh Ball Sally Walton Nicola White Sarah Thomas                                                                   |
| 2016    | GroßbritannienGiselle Ansley Sophie Bray Crista Cullen Alexandra Danson Maddie Hinch Joanna Leigh Hannah Macleod Shona McCallin Lily Owsley Samantha Quek Helen Richardson-Walsh Kate Richardson-Walsh Susannah Townsend Georgina Twigg Laura Unsworth Eleanor Watton Hollie Webb Nicola White | NiederlandeJoyce Sombroek Xan de Waard Kitty van Male Laurien Leurink Willemijn Bos Marloes Keetels Carlien Dirkse van den Heuvel Kelly Jonker Maria Verschoor Lidewij Welten Caia van Maasakker Maartje Paumen Naomi van As Ellen Hoog Margot van Geffen Eva de Goede                                                               | DeutschlandLisa Altenburg Yvonne Frank Franzisca Hauke Hannah Krüger Nike Lorenz Marie Mävers Julia Müller Janne Müller-Wieland Pia-Sophie Oldhafer Selin Oruz Katharina Otte Cécile Pieper Kristina Reynolds Anne Schröder Lisa Schütze Annika Sprink Charlotte Stapenhorst Jana Teschke                |
| 2020    | NiederlandeFelice Albers Eva de Goede Xan de Waard Marloes Keetels Josine Koning Sanne Koolen Laurien Leurink Frédérique Matla Laura Nunnink Malou Pheninckx Pien Sanders Lauren Stam Margot van Geffen Caia van Maasakker Maria Verschoor Lidewij Welten                                      | ArgentinienAgustina Albertario Agostina Alonso Noel Barrionuevo Valentina Costa Biondi Emilia Forcherio Agustina Gorzelany María José Granatto Victoria Granatto Julieta Jankunas Sofía Maccari Delfina Merino Valentina Raposo Rocío Sánchez Moccia Micaela Retegui Victoria Sauze Belén Succi Sofía Toccalino Eugenia Trinchinetti | GroßbritannienGiselle Ansley Grace Balsdon Fiona Crackles Maddie Hinch Sarah Jones Hannah Martin Shona McCallin Lily Owsley Hollie Pearne-Webb Isabelle Petter Ellie Rayer Sarah Robertson Anna Toman Susannah Townsend Laura Unsworth Leah Wilkinson                                                    |
| 2024    | NiederlandeXan de Waard Anne Veenendaal Luna Fokke Freeke Moes Lisa Post Yibbi Jansen Renée van Laarhoven Felice Albers Maria Verschoor Sanne Koolen Frédérique Matla Joosje Burg Marleen Jochems Pien Sanders Marijn Veen Laura Nunnink Pien Dicke                                            | Volksrepublik ChinaOu Zixia Ye Jiao Gu Bingfeng Yang Liu Zhang Ying Chen Yi Ma Ning Li Hong Dan Wen Zou Meirong He Jiangxin Fan Yunxia Chen Yang Xu Wenyu Zhong Jiaqi Tan Jinzhuang | ArgentinienSofía Toccalino Agustina Gorzelany Valentina Raposo Agostina Alonso Agustina Albertario María José Granatto Cristina Cosentino Rocío Sánchez Moccia Victoria Sauze Sofía Cairó Eugenia Trinchinetti Lara Casas Juana Castellaro Pilar Campoy Julieta Jankunas Zoe Díaz                        |